# Scenograf
Scenograf je stvaratelj i realizator likovne opreme predstave. On, u suradnji s redateljem, donosi idejno rješenje za likovno osmišljavanje scenskog prostora pri čemu brine i o arhitekturi prostora, rasvjeti, dekoracijama te svim ostalim vizualnim elementima pozornice. Cjelokupno likovno oblikovanje scenskog prostora nazivamo scenografijom.